# Ökü
Ökü (aussi, Okyu) est un village du district de Yardymli en Azerbaïdjan. Le village fait partie de la municipalité de Mamulğan (en).